# Ernest, Duce de Saxa-Hildburghausen
Ernest, Duce de Saxa-Hildburghausen (12 iunie 1655 – 17 octombrie 1715) a fost duce de Saxa-Hildburghausen.

## Biografie
S-a născut la Gotha, ca al nouălea însă al șaselea fiu supraviețuitor al lui Ernest I, Duce de Saxa-Gotha și al Elisabetei de Saxa-Altenburg.
După decesul tatălui său, în 1675, Ernest și frații săi au condus împreună ducatul de Saxa-Gotha-Altenburg. La 24 februarie 1680, în urma tratatului de diviziune a teritoriilor familiei între frații săi, el a primit orașele Hildburghausen, Eisfeld, Heldburg, Königsberg. Ernest a devenit fondatorul și primul duce de Saxa-Hildburghausen. După ce frații săi Heinrich și Albrecht au murit fără să lase moștenitori masculini, el a preluat orașele Sonnefeld și Behringen.
Ernest și-a stabilit reședința oficială la Hildburghausen și a început să-și construiască propriul castel. În 1710 el a aprobat construirea pe teritoriile sale a unui nou oraș pentru famiile huguenote franceze, care au fost expulzate din Franța după Edictul de la Nantes.

## Căsătorie și copii
La Arolsen la 30 noiembrie 1680 s-a căsătorit cu Sophie de Waldeck. Ei au avut cinci copii:
1. Ernest Frederick I, Duce de Saxa-Hildburghausen (n. 21 august 1681, Gotha – d. Hildburghausen, 9 martie 1724).
2. Sophie Charlotte (n. 23 decembrie 1682, Arolsen – d. 20 aprilie 1684, Eisfeld).
3. Sophie Charlotte (n. 23 martie 1685, Hildburghausen – d. 4 iunie 1710, Hildburghausen).
4. Karl Wilhelm (n. 25 iulie 1686, Arolsen – d. 2 aprilie 1687, Arolsen).
5. Joseph Maria Frederick Wilhelm (n. 5 octobrie 1702, Erbach – d. 4 ianuarie 1787, Hildburghausen).

## Arbore genealogic
1. ↑  Find a Grave, accesat în 28 noiembrie 2024
2. ↑  Czech National Authority Database, accesat în 29 ianuarie 2023
3. ↑  Czech National Authority Database, accesat în 9 februarie 2023